# Atsuto Suzuki

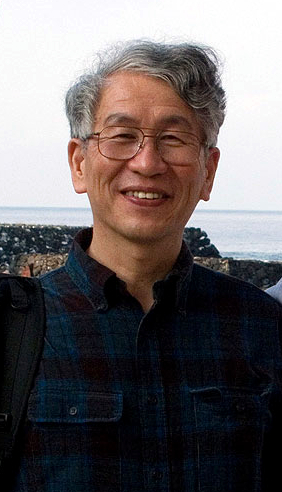
Atsuhito Suzuki (2010)

Atsuto Suzuki (japanisch: 鈴木 厚人; * 1946 in Japan) ist ein japanischer Physiker.
Suzuki studierte an der Universität Niigata und promovierte dann an der naturwissenschaftlichen Fakultät der Universität Tōhoku. Seit 1993 ist er Professor an der Universität Tōhoku. Suzuki forschte am japanischen Super-Kamiokande-Experiment (Neutrinodetektor) und wurde 1998 zum Direktor des Research Center for Neutrino Science ernannt. Ferner organisierte er die KamLAND-Experimente zur Beobachtung von Neutrinos. Von 2006 bis 2015 war er Generaldirektor des Forschungszentrums KEK. 
Im Jahre 2005 erhielt er die Medaille am Violetten Band, 2006 den Bruno-Pontecorvo-Preis und 2016 den Breakthrough Prize in Fundamental Physics. Seit Dezember 2011 ist er auswärtiges Mitglied der Russischen Akademie der Wissenschaften.